# Clubiona newnani
Clubiona newnani là một loài nhện trong họ Clubionidae.
Loài này thuộc chi Clubiona. Clubiona newnani được miêu tả năm 1935 bởi Wilton Ivie & Barrows.